# Leonardo Lavalle
Leonardo Lavalle (Città del Messico, 14 luglio 1967) è un allenatore di tennis ed ex tennista messicano.

## Carriera
Diventato professionista nel 1985, Lavalle rappresentò il Messico alle Olimpiadi di Barcellona del 1992 dove venne sconfitto nei quarti di finale da Jordi Arrese.
Giocatore mancino, raggiunse la posizione numero 51 della classifica ATP il 17 marzo 1986.